# Dom Camilo e os Cabeludos
Dom Camilo e os Cabeludos foi um seriado brasileiro exibido pela extinta Rede Tupi entre 1972 e 1973 ás 21h. Foi criada por Dárcio Ferreira e adaptada do livro O Pequeno Mundo de Dom Camilo de Giovanni Guasreshi. Tal obra também havia dado origem á duas telenovelas brasileiras; O Pequeno Mundo de Dom Camilo (TV Paulista-1958) e Padre Tião (Rede Globo-1965). 
O seriado ganhou o prêmio APCA (Associação Paulista de Críticos de Artes) de melhor programa humorístico de 1972. 
Com o sucesso, no seguinte o protagonista Otello Zeoni, estrelou a série Tio Maravilha no mesmo horário.

## Enredo
Dom Camilo é o pároco de uma pequena cidade do interior, que enfrenta dia a dia vários problemas locais, principalmente envolvendo os hippies e o deputado comunista Pepone. Ainda há a estadia da sobrinha do protagonista, Katy Pé-de-Bode, que atormenta toda a cidade com sua motocicleta. 

## Elenco
- Otello Zeloni como Dom Camilo
- Elias Gleizer como Pepone
- Teresinha Sodré como Katy
- Paulo Figueiredo como Padre Ângelo
- Nuno Leal Maia como Miguel
- Ney Latorraca como Ringo (1972)
- Agnaldo Rayol como Wolf (1973)